# High Society (film 2018)
High Society (상류사회?, Sangnyu sahoeLR) è un film del 2018 scritto e diretto da Byun Hyuk.

## Trama
Jang Tae-joon e Oh Soo-yeon, marito e moglie, sono due persone benestanti che tuttavia desiderano a ogni costo inserirsi nel mondo dell'alta società sudcoreana. In particolare, lei vuole diventare direttrice dell'importante galleria d'arte presso cui lavora, mentre lui, professore universitario, brama di essere eletto come deputato all'Assemblea nazionale. I due verranno trascinati dai propri desideri in complicati intrighi politici, economici e sessuali, fino alla decisione di liberarsi dalle ipocrisie e ribellarsi alla corruzione sistemica per non vivere schiavi delle proprie aspirazioni.

## Distribuzione
In Corea del Sud la pellicola è stata distribuita dalla Lotte Entertainment, a partire dal 29 agosto 2018; in Italia i diritti sono stati acquisiti da Netflix, che ha reso la pellicola disponibile esclusivamente in versione sottotitolata.